# Judiciário na Ucrânia
O sistema judiciário da Ucrânia está determinado na Constituição da Ucrânia de 1996.
Embora a independência judicial exista em princípio, na prática há pouca separação entre os poderes jurídico e político. Os juízes estão sujeitos a pressões de interesses políticos e comerciais.  O sistema judiciário da Ucrânia sempre foi amplamente considerado corrupto.
Embora ainda existam problemas com o desempenho do sistema, considera-se que melhorou muito desde a última reforma judicial introduzida em 2016. O Supremo Tribunal é considerado um órgão independente e imparcial e já se pronunciou em várias ocasiões contra o governo ucraniano.
Desde 2014, a Ucrânia permite a filmagem de sessões judiciais sem obter autorização específica do juiz, dentro dos limites estabelecidos por lei. Em 2015 foi lançado o Projeto Tribunal Aberto com o objetivo de filmar processos judiciais em processos cíveis, comerciais e administrativos.  Os vídeos são armazenados, indexados e publicados em domínio público. Em 2017, a ONG Open Ukraine lançou o Projeto de Tribunal VR com o objetivo de gravar em vídeo sessões judiciais com câmeras de vídeo portáteis 3D de 360 graus para criar registros de vídeo VR de sessões judiciais.

## Tribunais
O sistema judicial da Ucrânia consiste em três níveis de tribunais de jurisdição geral.
Antes da reforma judicial introduzida em 2016, o sistema consistia em quatro níveis. O Tribunal de Cassação da Ucrânia existiu até 2003.

### Tribunais Locais
A Ucrânia tem 74 tribunais distritais. Em 2018, eles substituíram os 142 tribunais gerais locais. Por exemplo, em Kiev foram eliminados 10 tribunais distritais e criados 6 tribunais distritais. O Tribunal Distrital de Pechersky é particularmente ativo, pois governa a maior parte da comunidade empresarial de Kiev.

### Tribunais de apelação
- Tribunais de apelação (combinando jurisdição penal e civil), consistindo em:
  - tribunais regionais de apelação;
  - tribunais de apelação das cidades de Kiev.

### Suprema Corte

O Palácio de Klov abriga a Suprema Corte da Ucrânia.

- A Suprema Corte é o tribunal de mais alta instância dentro do sistema de tribunais de jurisdição geral, conduzindo a revisão em relação à aplicação desigual das regras do direito material pelos tribunais de cassação e sujeito a casos em que uma instituição judicial internacional, cuja jurisdição é reconhecida pela Ucrânia, tenha estabelecido o violação das obrigações internacionais pela Ucrânia.

### O Tribunal Constitucional da Ucrânia
- O Tribunal Constitucional da Ucrânia é um órgão especial com autoridade para avaliar se os atos legislativos do Parlamento, do Presidente, do Gabinete ou do Parlamento da Crimeia estão em conformidade com a Constituição da Ucrânia . Este Tribunal também faz comentários sobre certas normas da Constituição ou leis da Ucrânia (atos superiores do Parlamento).

### O Tribunal Superior Anticorrupção
- o Supremo Tribunal Anticorrupção da Ucrânia foi estabelecido no final de 2018.[7] Os casos de corrupção na Ucrânia serão julgados diretamente neste tribunal.[7] Os recursos serão considerados por uma Câmara de Recursos completamente separada do Tribunal Superior Anticorrupção. A lei do Supremo Tribunal Anticorrupção da Ucrânia entrou em vigor em 14 de junho de 2018.[7]

## Integrantes

### Juízes
Desde a reforma jurídica de 2016, os juízes são nomeados pelo Presidente da Ucrânia mediante nomeação pelo Conselho Supremo de Justiça. Os juízes anteriores foram nomeados por decreto presidencial por um período de cinco anos, após o qual o parlamento ucraniano os confirmou por toda a vida, na tentativa de isolá-los da política. Este período de experiência de 5 anos também foi abolido em 2016. Os juízes são protegidos contra demissão (exceto em casos de falta grave).
A Ucrânia tem cerca de 8.000 juízes.

### Acusação
- Avaliadores leigos

A Ucrânia tem um sistema de júri, mas na pratica são tão poucas pessoas na Ucrânia enfrentam um julgamento com júri que, em pesquisa de 2018 do Center for Civil Liberties, 64% dos entrevistados afirmaram que tal fenômeno não existe na Ucrânia. A lei ucraniana permite que os jurados ouçam apenas os casos criminais em que a sentença pode chegar à prisão perpétua. Mas mesmo assim eles não são obrigatórios. Um júri só é nomeado se assim o desejar. Ao contrário dos Estados Unidos, os jurados não são formados por cidadãos aleatórios, mas apenas por aqueles que já se candidataram a essa função. Os cidadãos estão proibidos de ingressar em um júri se:
- eles não falam ucraniano
- idosos com mais de 65 anos
- pessoas com doenças mentais crônicas ou outras que interfiram com o trabalho do júri
- pessoas com antecedentes criminais pendentes ou pendentes
- pessoas deputados populares, membros do Gabinete de Ministros, juízes, autoridades policiais e judiciais, militares, outros funcionários, advogados, notários
- pessoas que receberam uma pena administrativa por corrupção no ano anterior
- pessoas que são reconhecidas como tendo capacidade legal limitada ou incapazes

O júri ucraniano é composto por cinco jurados (três principais e dois reservas) e dois juízes profissionais que estão ativamente envolvidos na tomada de decisões.
Os jurados estão proibidos de se comunicar com qualquer pessoa que não seja o tribunal sobre o mérito do caso sem a permissão do juiz presidente. Eles não podem divulgar detalhes de que tenham conhecimento ou coletar informações sobre o caso fora do processo judicial. Os jurados são compensados financeiramente.

## Administração
O Conselho de Juízes é responsável pela execução das decisões do Congresso e sua implementação no período entre congressos, e decide sobre a convocação do Congresso.
A Administração Judiciária do Estado fornece apoio organizacional ao judiciário e representa o judiciário perante o Conselho de Ministros e a Verkhovna Rada.
A Alta Comissão de Qualificações Judiciais da Ucrânia conduz a seleção de candidatos judiciais, apresenta ao Conselho Superior de Justiça recomendações sobre a nomeação de um candidato para a posterior introdução da apresentação do Presidente da Ucrânia, faz recomendações sobre a eleição de um cargo permanente e conduz processos disciplinares, incluindo demissão.
O Conselho Superior de Justiça "é um órgão coletivo independente responsável pela formação de um corpo de juízes de alto nível, capaz de exercer a justiça qualificada, honesta e imparcial em uma base profissional; e por tomar decisões sobre violações por juízes e procuradores do requisitos relativos à sua incompatibilidade e no âmbito da sua competência disciplinar ”. Três membros do conselho são automaticamente designados para os seguintes cargos: Presidente do Supremo Tribunal, Ministro da Justiça e Procurador-geral. Os outros 17 membros são eleitos por um período de seis anos. O conselho é composto por 20 membros.

## Lei
A Lei do Sistema Judiciário e do Estatuto dos Juízes de 2010 é a base jurídica para a organização do sistema judiciário e a administração da justiça na Ucrânia.

### Procedimento
Desde 1º de janeiro de 2010, é permitido realizar processos judiciais em russo com o consentimento mútuo das partes. Os cidadãos que não falam ucraniano ou russo podem usar a sua língua materna ou os serviços de um tradutor.

## Análise e crítica

### Corrupção
Uma pesquisa do Ministério da Justiça da Ucrânia com ucranianos em 2009 revelou que apenas 10% dos entrevistados confiavam no sistema judicial nacional. Menos de 30 por cento acreditam que é possível obter um julgamento justo na Ucrânia.
Políticos e analistas ucranianos descreveram o sistema de justiça na Ucrânia como "podre até a medula" e reclamaram da pressão política exercida sobre os juízes e da corrupção.
Juízes ucranianos foram presos enquanto aceitavam subornos. Advogados independentes e ativistas de direitos humanos reclamaram que juízes ucranianos são regularmente pressionados a proferir um determinado veredicto.
Em 2013, um relatório da Transparência Internacional mostrou que 66% do público ucraniano considerava o judiciário a instituição mais corrupta do país. Vinte e um por cento dos ucranianos admitiram que eles próprios pagaram propinas a funcionários judiciais.

### Taxa de condenação
Os juízes do tribunal mantiveram uma taxa de condenação de 99,5% de 2005 a 2008, igual à taxa de condenação da União Soviética. Em 2012, esse número era de 99,83%. Os suspeitos são frequentemente encarcerados por longos períodos antes do julgamento.

### Falhas no sistema
A Ucrânia tem poucas leis corporativas e de propriedade relevantes; isso prejudica a governança corporativa.  As empresas ucranianas costumam usar o direito internacional para resolver conflitos.  A Ucrânia reconhece os veredictos do Tribunal Europeu dos Direitos Humanos.
Em 25 de julho de 2012, uma marcha de protesto em massa ocorreu de manhã cedo até cerca de 16:00 em toda a cidade de Kiev, com cerca de 3.500 participantes, a maioria dos quais eram fãs de esportes do FC Dynamo Kyiv. O evento ocorreu logo após uma decisão foi adotada pelo Tribunal Distrital de Holosiivsky da cidade de Kiev sobre o caso criminal Pavlichenko de renome nacional em 2011-12, que condenou uma família de Pavlichenkos (pai e filho) a uma sentença de longo prazo por matar um juiz do Shevskivsky Tribunal Distrital da cidade de Kiev, Serhiy Zubkov. Em 24 de fevereiro de 2014, o Verkhovna Rada (parlamento da Ucrânia) decidiu libertar todos os presos políticos, incluindo pai e filho Pavlichenko.

## História
O sistema judicial da Ucrânia foi herdado do da União Soviética e da antiga RSSU. Como tal, tinha muitos dos problemas que prejudicavam a justiça soviética, principalmente um judiciário corrupto e politizado. Fontes internas dizem que pagar e receber subornos é uma prática comum na maioria dos tribunais ucranianos. Os valores das taxas dependem da jurisdição, do crime, real ou forjado, e dos recursos financeiros do indivíduo ou empresa envolvida.
O Gabinete do Procurador-geral - parte do governo - exerceu influência indevida, com os juízes muitas vezes não ousando pronunciar-se contra os procuradores do Estado. Aqueles que o fizeram enfrentaram ações disciplinares; quando um tribunal de Kiev julgou a política da oposição Yulia Tymoshenko, o próprio juiz presidente foi processado. Os tribunais nem mesmo eram independentes uns dos outros, e era comum os juízes de primeira instância telefonarem para os tribunais superiores e perguntarem como decidir um caso. Frequentemente, os tribunais não tinham fundos suficientes, com pouco dinheiro ou recursos.
Os reformadores destacaram o estado do judiciário como um problema importante no início da década de 1990 e estabeleceram uma série de programas para melhorar o desempenho do judiciário. Em Ohio foi estabelecido em 1994, que reuniu advogados e juízes do estado americano de Ohio, incluindo membros da Suprema Corte de Ohio, com seus homólogos ucranianos. A Agência dos Estados Unidos para o Desenvolvimento Internacional apoiou essas e outras iniciativas, também apoiadas por governos europeus e organizações internacionais.
Esses esforços se mostraram controversos entre alguns da velha guarda judicial, mas um grupo de juízes reformistas - apelidados de "oposição judicial" - ganhou cada vez mais o apoio de reformadores nas administrações locais que pressionavam pelo fim da corrupção judicial. Os juízes foram indiciados em massa no Dnipro no início da década de 1990 e, posteriormente, juízes do tribunal municipal de Mykolayiv e do tribunal distrital de Moskovskyy de Kiev foram julgados por corrupção.
O presidente Viktor Yanukovych formou um grupo de especialistas para fazer recomendações sobre como "limpar a bagunça atual e adotar uma lei sobre a organização do tribunal" em 24 de março de 2010. Um dia depois de definir essa comissão, Yanukovych declarou: “Não podemos mais desgraçar nosso país com esse sistema judiciário”.
As medidas concretas propostas pelo Governo de Azarov foram a abolição da prisão preventiva para crimes não violentos, a promoção de juízes experientes com bons antecedentes e a punição da aceitação de suborno e da corrupção no sistema judiciário. Uma lei aprovada em 2010 melhorou os salários básicos dos juízes e foi introduzido um método mais rigoroso de seleção de candidatos a juízes.
Um novo código penal entrou em vigor em 20 de novembro de 2012.
Em 8 de abril de 2014, o Parlamento ucraniano adotou a lei "Restabelecer a confiança no sistema judiciário da Ucrânia", este projeto de lei que estabelece o quadro jurídico e organizacional para uma auditoria especial aos juízes dos tribunais de jurisdição geral.
Na última reforma judicial introduzida em 2016, o sistema judiciário foi totalmente reformulado, incluindo a extinção de alguns tribunais . Advocacy opera na Ucrânia para fornecer assistência jurídica profissional. A independência dos advogados é garantida. Apenas um advogado representa outra pessoa em tribunal, bem como se defende contra acusações criminais.
Uma nova Suprema Corte foi lançada em dezembro de 2017.